# Shelter (lied)
Shelter is Natalia's zevende single en werd in België uitgebracht op 28 februari 2005. Het is tevens de derde single uit haar tweede album Back For More. Dit was Natalia's minst succesvolle single tot nu toe in de Ultratop 50. De videoclip van Shelter werd opgenomen in een rijdende trein in de Ardennen. Het nummer werd gecoverd van The Family Stand.

## Hitnotering
| "Shelter" in de Vlaamse Ultratop 50 - binnen: 12-03-2005 | "Shelter" in de Vlaamse Ultratop 50 - binnen: 12-03-2005 | "Shelter" in de Vlaamse Ultratop 50 - binnen: 12-03-2005 | "Shelter" in de Vlaamse Ultratop 50 - binnen: 12-03-2005 | "Shelter" in de Vlaamse Ultratop 50 - binnen: 12-03-2005 | "Shelter" in de Vlaamse Ultratop 50 - binnen: 12-03-2005 | "Shelter" in de Vlaamse Ultratop 50 - binnen: 12-03-2005 | "Shelter" in de Vlaamse Ultratop 50 - binnen: 12-03-2005 | "Shelter" in de Vlaamse Ultratop 50 - binnen: 12-03-2005 |
| Week                                                     | 1                                                        | 2                                                        | 3                                                        | 4                                                        | 5                                                        | 6                                                        | 7                                                        |                                                          |
| -------------------------------------------------------- | -------------------------------------------------------- | -------------------------------------------------------- | -------------------------------------------------------- | -------------------------------------------------------- | -------------------------------------------------------- | -------------------------------------------------------- | -------------------------------------------------------- | -------------------------------------------------------- |
| Nummer                                                   | 29                                                       | 28                                                       | 33                                                       | 35                                                       | 36                                                       | 39                                                       | 43                                                       | uit                                                      |